# 花笠螺
花笠螺（学名：Cellana toreuma），又名嫁䗩、蜃眼，是软体动物门腹足纲盖笠螺属的一個物種。盖笠螺属是一種帽貝，舊屬原始腹足目笠螺科，今屬Nacellidae科。

## 分佈
主要分佈於韩国、中国大陆、台湾、日本、琉球及越南，常栖息在潮间带之岩礁或珊瑚礁。

## 寄生蟲
本物種是Philoblenna tumida Ho, 1981的宿主(ectoparasitic)。

## 圖庫
|  |  |